# Маяк Бельеас-Пойнт
Маяк Бельеас-Пойнт (англ. Belyea's Point Lighthouse) — маяк, расположенный на берегу реки Сент-Джон, графство Кингс, провинция Нью-Брансуик, Канада. Построен в 1882 году.

## История
Долину реки Сент-Джон европейцы (сначала французы, затем британцы) колонизировали уже в XVII веке, потому потребность в маяках около опасных мест вдоль течения реки возникла достаточно давно. Многие из этих маяков (Бельеас-Пойнт, Макколган-Пойнт, Робертсон-Пойнт, Кокс-Пойнт, Фанджойс-Пойнт, Бриджес-Пойнт и Палмерс-Лендинг) названы в честь первых владельцев земли, на которых они построены. Во многих случаях они были единственными жителями на несколько километров вокруг и потому после строительства маяков стали их первыми смотрителями. Белиас-Пойнт расположен на южной оконечности Лонг-Рич, широкого прямого участка реки Сент-Джон, протекающей вдоль западной стороны полуострова Кингстон. В 1881 году парламент Канады выделил 800 канадских долларов на строительство маяка Бельеас-Пойнт. Однако в тендере победила заявка Сондерса Кларка, оценившего строительство вдвое дешевле, в 395 долларов. Маяк Бельеас-Пойнт был завершен в следующем году и был введён в эксплуатацию 1 июня 1882 года. Он представлял собой белую квадратную деревянную башню высотой 12 метров. Место, где был изначально построен маяк, было подвержено наводнениям, и одно из них в 1930 году сильно повредило маяк. После этого башня была перенесена на новое, более возвышенное место, и перестроена. В настоящее время маяк находится в собственности канадской береговой охраны.